# Мухлёнов, Иван Петрович
Иван Петрович Мухлёнов (1909—1990) — советский химик, доктор технических наук (1957), профессор (1957), заслуженный деятель науки и техники РСФСР (1976), почётный химик СССР, отличник химической промышленности, инженер-майор.

## Биография
Родился в крестьянской семье. После окончания школы второй ступени в Весьегонске в 1927 поступил в Ленинградский химический техникум имени Д. И. Менделеева, затем в 1928 в Технологический институт имени Ленсовета. Во время обучения в институте участвовал в программе ликбез среди рабочих, с 1931 по 1932 совмещал учёбу, трудясь рабочим в цехе, а затем в конструкторском бюро завода «Красный химик». После окончания института в 1932 работает там же инженером, начальником смены, начальником специального производства (объединяющего три цеха). В 1938 получил назначение главным инженером на Кировоградский химический завод, а затем командирован в Воскресенск в качестве номенклатурного работника народного комиссариата для руководства окончанием монтажа и пуском нового производства. В 1939 возвращается в Ленинград, с 1940 аспирант кафедры общей химической технологии ЛТИ имени Ленсовета.
В самом начале Великой Отечественной войны был мобилизован и направлен на Ленинградский фронт начальником инженерной службы дивизии, затем был переведён в штаб 23-й армии на должность старшего помощника начальника химической службы. Сразу после окончания войны вернулся в ЛТИ имени Ленсовета и с 1 сентября 1945 года продолжил обучение в аспирантуре. В 1947 досрочно защитил кандидатскую диссертацию и был принят на работу в должности ассистента кафедры технологии неорганических веществ. 21 сентября 1948 становится старшим преподавателем, а с 1 сентября 1949 года доцентом этой же кафедры. В июле 1953 возглавил кафедру общей химической технологии, в 1956 году защитил докторскую диссертацию. В 1966 кафедра общей химической технологии по его инициативе была преобразована в кафедру технологии катализаторов. С 1962 по 1965 работал в должности ректора ЛТИ имени Ленсовета.
С 1965 по 1973 был членом Высшей аттестационной комиссии по присуждению учёных степеней и званий, также с 1966 членом Советов по катализу Государственного комитета по науке и технике, «Теоретические основы химической технологии» АН СССР, методического совета по химической технологии Министерства высшего и среднего специального образования СССР и научно-технических советов министерств химической промышленности и промышленности по производству минеральных удобрений. В 1964 заключил первый договор о сотрудничестве с Высшей технической школой (ВТШ) имени К. Шорлеммера в Мерзебурге, избран почётным доктором ВТШ. За большие успехи в подготовке кадров был награждён медалью Высшего химико-технологического института имени А. Златарова в Софии и дипломом Высшего химико-технологического института (ВХТИ) в Праге.

## Публикации
- Основы химической технологии.[4]
- Очерки по химической технологии. 1947.
- Общая химическая технология (в со-авторстве). 1964.

В соавторстве написал более 870 научных трудов, в том числе 85 авторских свидетельств, монографии: «Технология катализаторов», «Катализ в кипящем слое», «Химико-технологические системы»; справочник «Расчёты аппаратов в кипящем слое».